# Sint-Marcuskerk (Frederiksberg)
De Sint-Marcuskerk (Deens: Sankt Markus Kirke) is een kerkgebouw aan het eind van de Julius Thomsens Plads in de gemeente Frederiksberg bij Kopenhagen.

## Geschiedenis
De Marcuskerk werd van 1900 tot 1902 gebouwd naar het ontwerp van Carl Lendorf. Het gebouw werd op 9 november 1902 door bisschop Thomas Skat Rørdam ingewijd in aanwezigheid van de "cultusminister" (minister van kerkzaken, cultuur en onderwijs) Jens Christian Christensen.

## Architectuur
Het kerkgebouw is een kruiskerk in rode baksteen, geïnspireerd door de Byzantijnse en Romaanse architectuur. De kerktoren heeft de vorm van een koepel. Boven het hoofdportaal beeldt een mozaïek van Oscar Willerup de evangelist Marcus uit, de naamgever van de kerk.

## Orgel
Het orgel is met 2600 pijpen en 38 registers het grootste in Frederiksberg. Het is in 1978 gebouwd door Poul-Gerhard Andersen, met gebruikmaking van de kas van het vorige orgel, dat in 1928 door I. Starup & Søn was gemaakt. Ook het merendeel van het pijpwerk is daarvan overgenomen en was voor een deel weer afkomstig van het allereerste orgel van de kerk, dat in 1902 door de orgelbouwer Frederik Nielsen was vervaardigd.

## Interieur

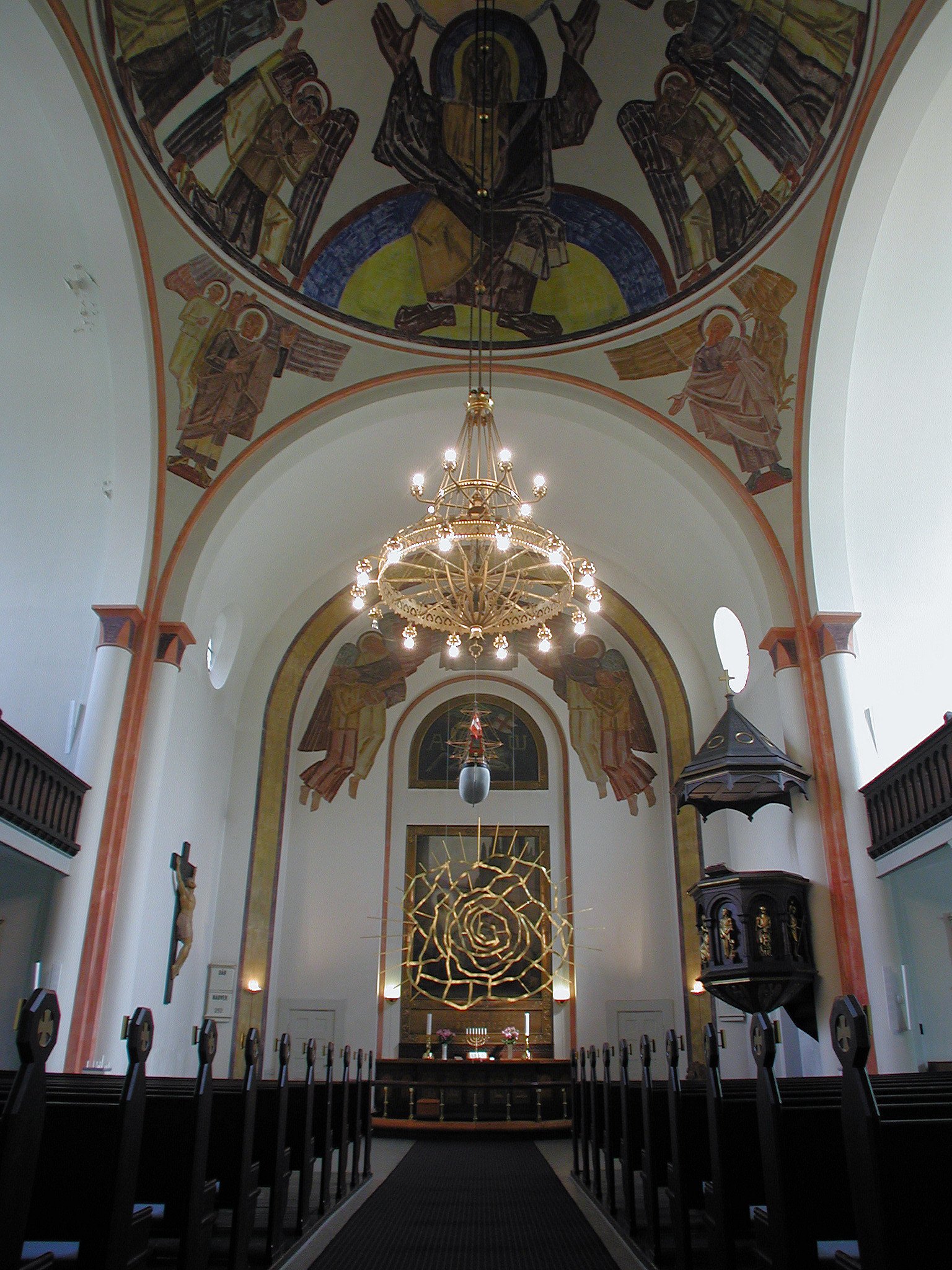
Interieur
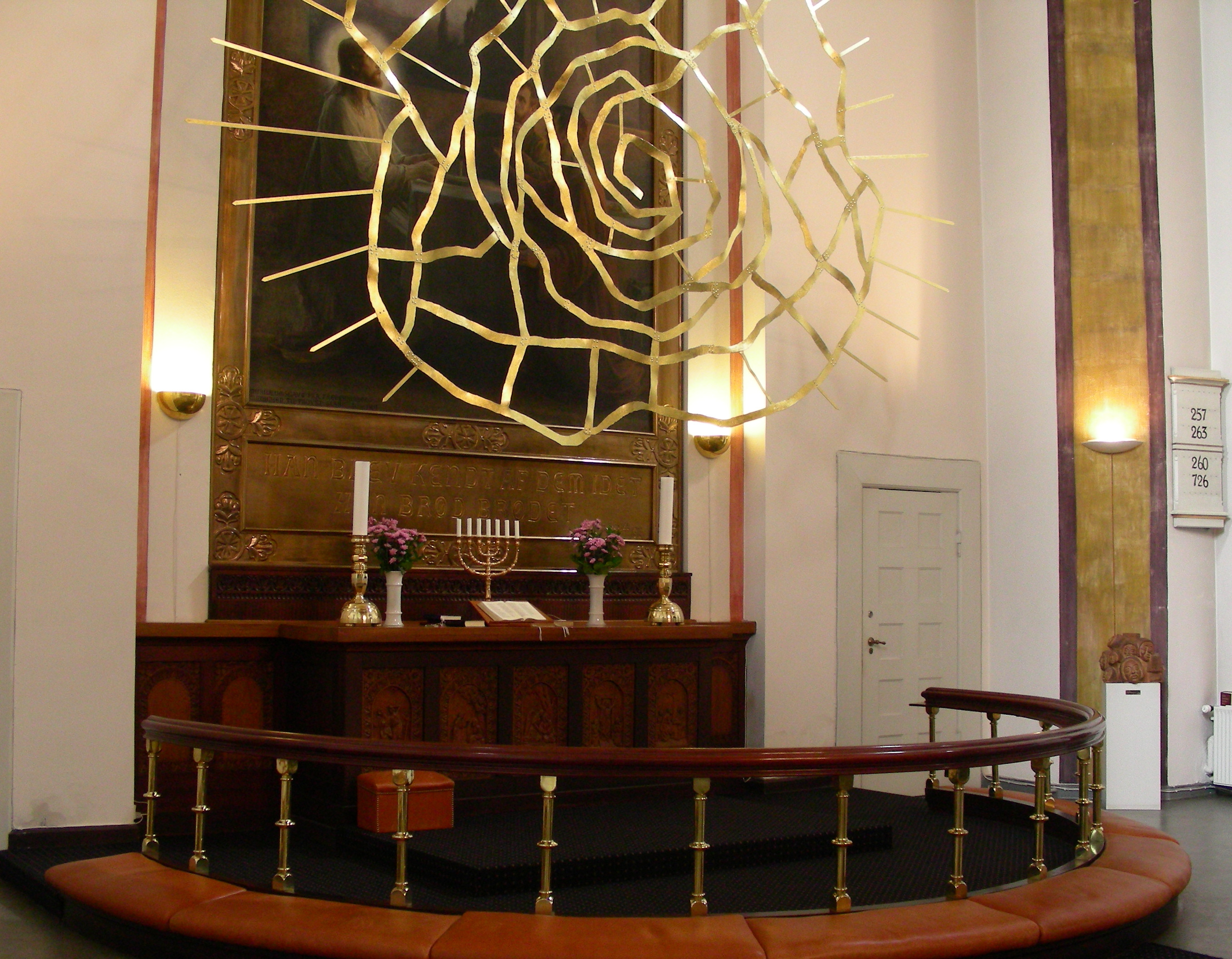
Altaar
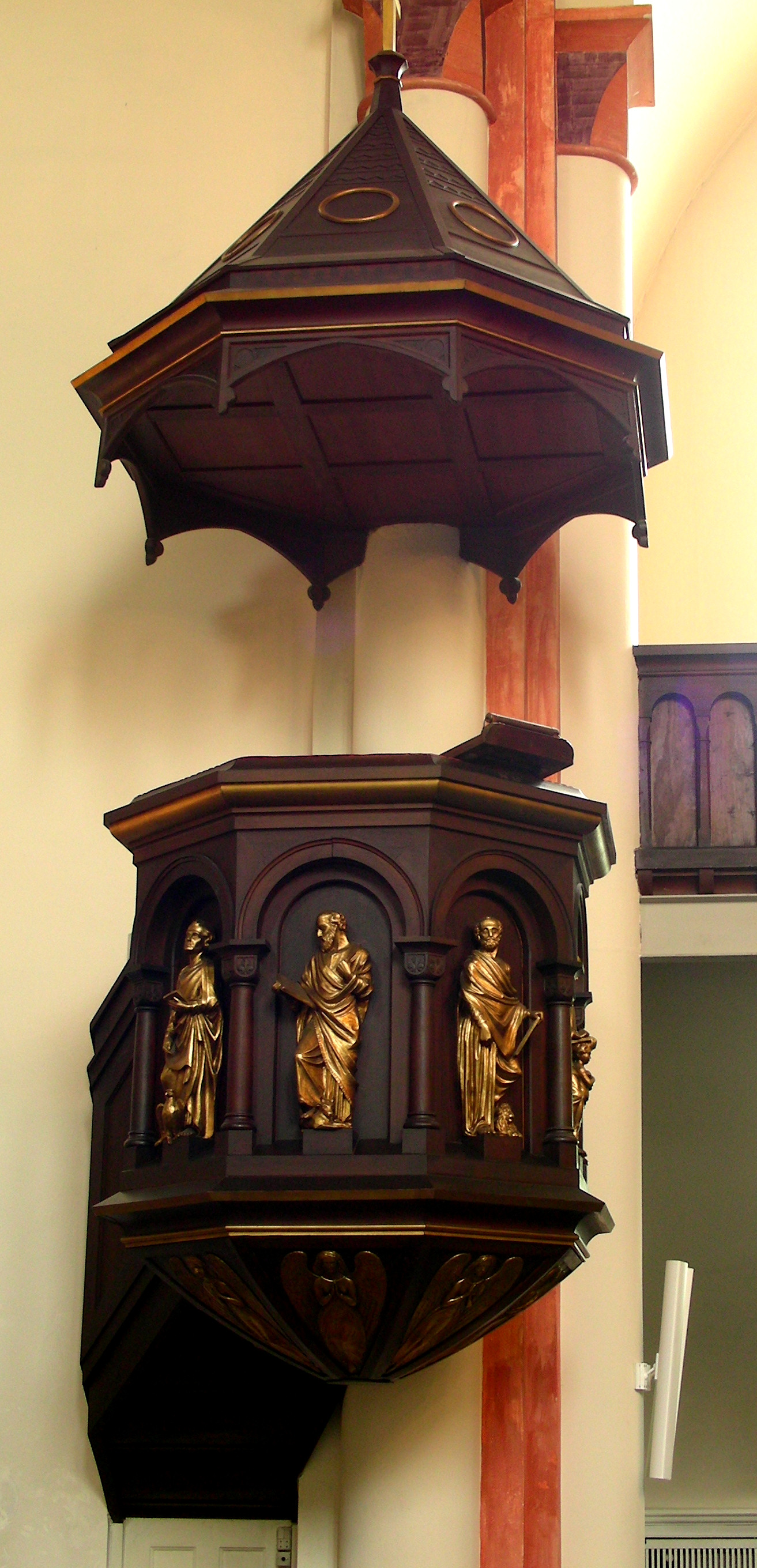
Preekstoel
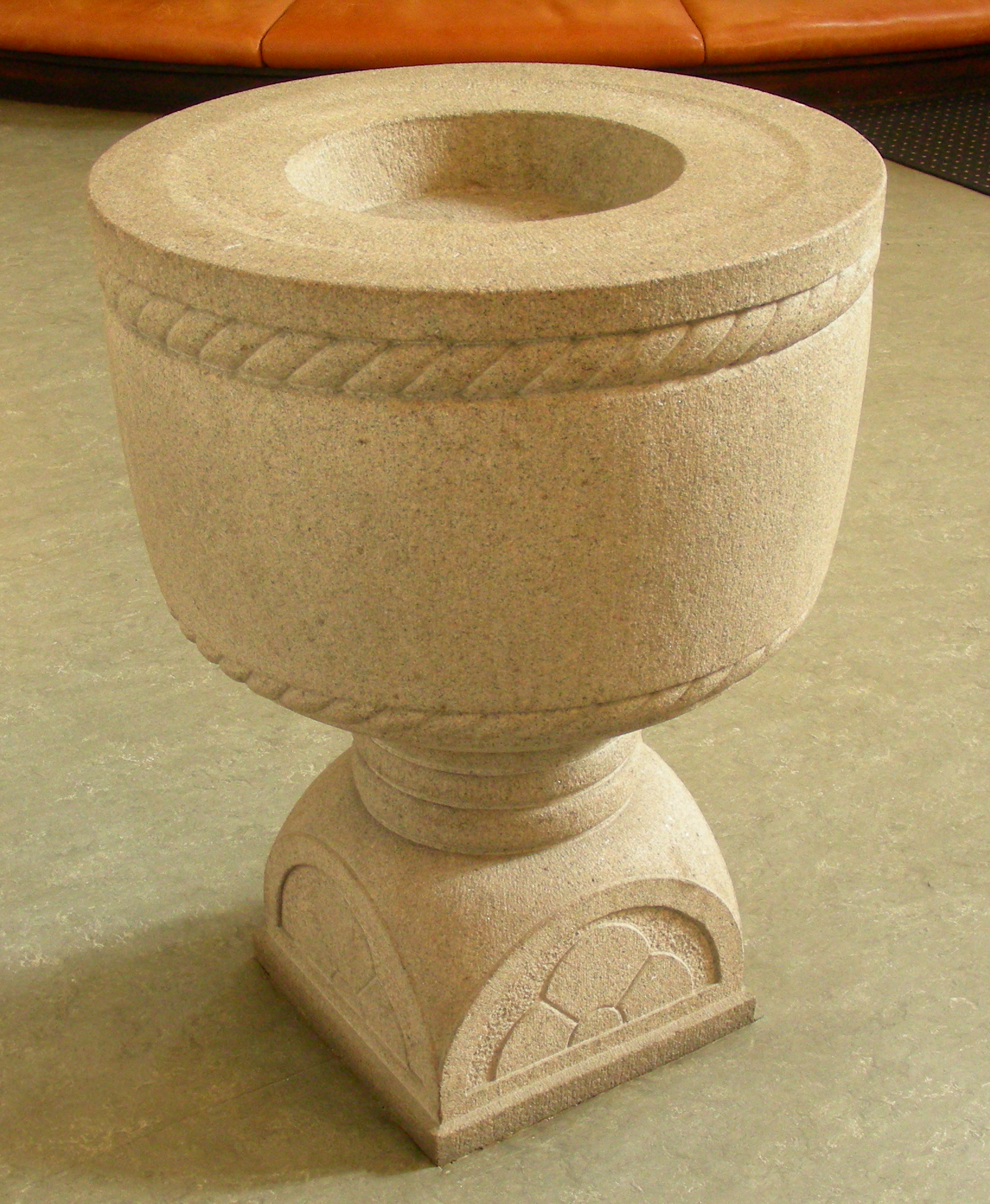
Doopvont
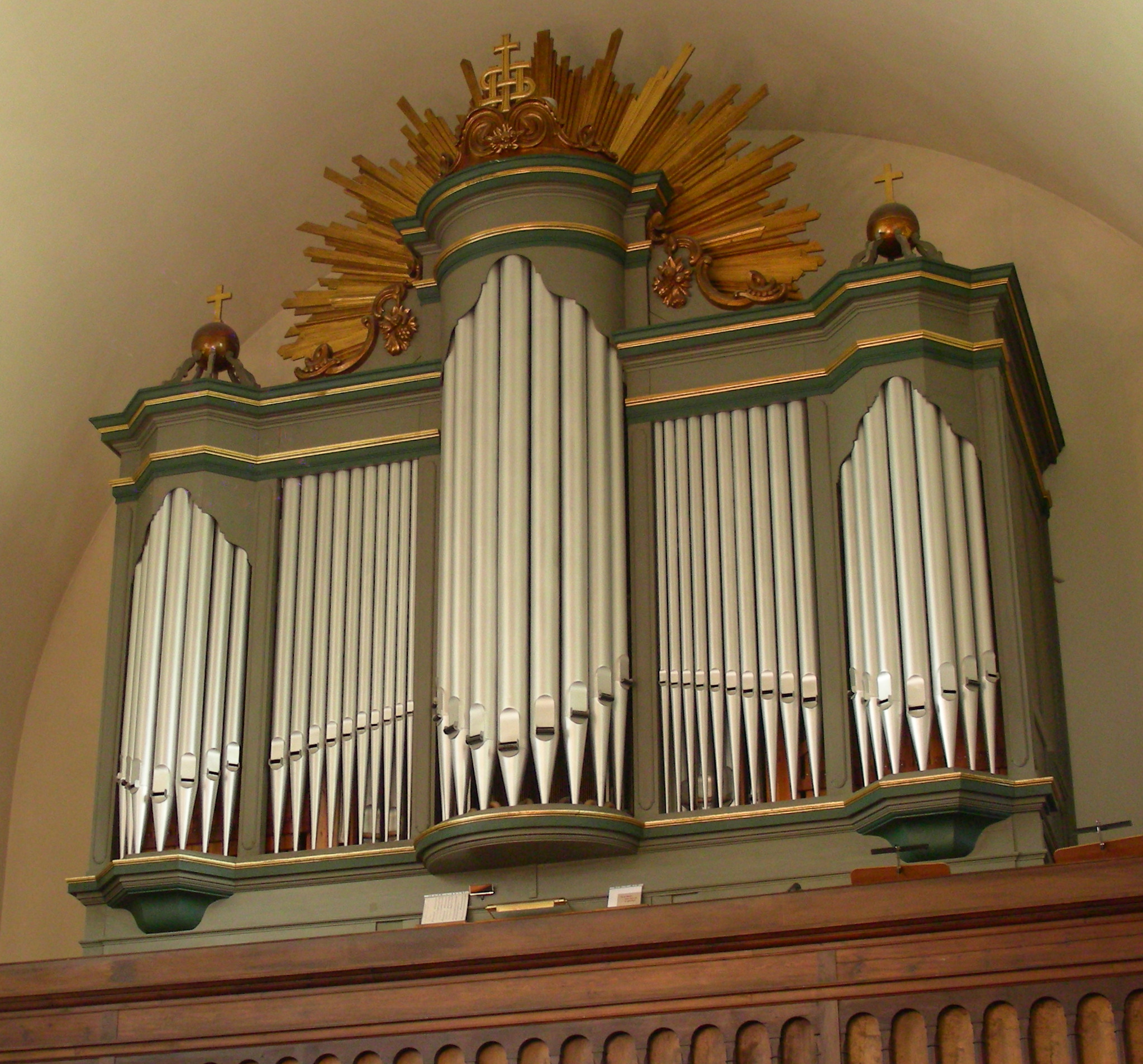
Orgel